# Multybo (Multi 50)
Multybo est un voilier trimaran de 50 pieds conçu pour la course au large, il fait partie de la classe Ocean Fifty.
Il porte les couleurs Solidaires en Peloton depuis sa mise mise à l'eau.

## Conception et historique
Mis à l'eau 20 janvier 2018 à Dubaï, il porte les couleurs de la marque "Solidaires en peloton" de la Fondation ARSEP.
Construit par les chantiers ENATA de Dubaï, le voilier est convoyé jusqu'à Anvers en cargo avant d'être baptisé le 14 avril 2018 à Saint-Malo en présence de ses marraines Marine Barnérias et Lou Hellin ainsi que de ses parrains Michaël Gregorio et Clément Cablé,. Il est depuis skippé par Thibaut Vauchel-Camus.
Pour sa première course, le trimaran termine deuxième dans la catégorie Multi 50 des 1000 Milles des Sables, et valide par la même occasion sa qualification pour la Route du Rhum.
Malgré une avarie du rail de grand-voile,, le trimaran skippé par Thibaut Vauchel-Camus est le troisième des Multi 50 de la Route du Rhum à franchir la ligne d'arrivée en Guadeloupe.
En 2019, le multicoque remporte l'Armen Race et Cowes-Dinard-Saint-Malo,.
Pour sa première Transat Jacques Vabre, le trimaran est skippé par Thibaut Vauchel-Camus et Frédéric Duthil, le duo arrive à la seconde place à Salvador de Bahia,.
En 2020, le multicoque et son équipage remportent le Record SNSM dans la catégorie Multi 50,, ainsi que la Drheam Cup.
Le 2 septembre 2020, François Hollande invité par le skipper effectue une sortie en mer sur le voilier. L'ancien président français perd l'équilibre et tombe lors du retour au port de Saint-Malo, il se voit poser 2 points de sutures.
Deux ans après avoir fini sur le podium, le trimaran reprend le départ de la Transat Jacques Vabre avec les mêmes skippers. Le duo arrive à la quatrième place à Fort-de-France malgré le déchirement du gennaker du voilier,.
En avril 2022, le multicoque bât le record de Cowes-Dinard tenu depuis 2007 par Idec skippé par Francis Joyon.

## Palmarès
- 2018 :
  - 2e des 1000 Milles des Sables
  - 4e du Grand Prix Guyader[21]
  - 4e du Grand Prix de l'École Navale[22]
  - vainqueur de la Drheam Cup - Destination Cotentin[23]
  - 3e du Trophée des Multicoques[24]
  - 4e du Grand Prix Valdys[25]
  - 3e de la Route du Rhum
- 2019 :
  - 5e du Tour de Belle-Ile[26]
  - vainqueur de l'Armen Race[11]
  - vainqueur de Cowes-Dinard-Saint-Malo[10]
  - 2e du Trophée des Multicoques[27]
  - 2e du Grand Prix Valdys[28]
  - 2e du Trophée de Brest[29]
  - 2e de la Transat Jacques Vabre
- 2020 :
  - Record SNSM en Multi 50
  - vainqueur de la Drheam Cup 700[30]
  - 3e du Grand Prix de Brest[31]
- 2021 : 4e de la Transat Jacques Vabre
- 2022 :
  - record de Cowes-Dinard
  - 6e de la Drheam Cup[32]

- 2023 : vainqueur du Trophée des Multicoques - Baie de Saint-Brieuc[33].